# Solar dos Tiagos (Topo)
O Solar dos Tiagos (Topo) é um solar português, edificado na localidade de Vila do Topo, concelho da Calheta, ilha de São Jorge, arquipélago dos Açores, e trata-se de um imóvel oitocentista classificado como de interesse público.
Este solar foi um dos mais característicos exemplares da arquitectura senhorial da ilha de São Jorge. Segundo os historiadores este edifício foi construído pelo último capitão-mor do Topo, Tiago Gregório Homem da Costa Noronha parente próximo do 7.º Capitão Mór do Topo, António da Silveira Ávila, nos meados do século XVIII finais do século XIX.
Esta construção apresentava-se edificada em sólidas cantarias e era dotada, além da habitação propriamente dita, de uma quinta anexa e uma capela. Atualmente encontra-se em ruínas e a aguardar o respetivo restauro.
Na capela anexa ao solar e bastante mais antiga que este, encontra-se sepultado o aventuroso flamengo, Willem van der Haegen ou Willem De Kersemakere, que ficou conhecido na História dos Açores como Guilherme da Silveira, e que é hoje o tronco da numerosa família Silveira de São Jorge.

## Galeria

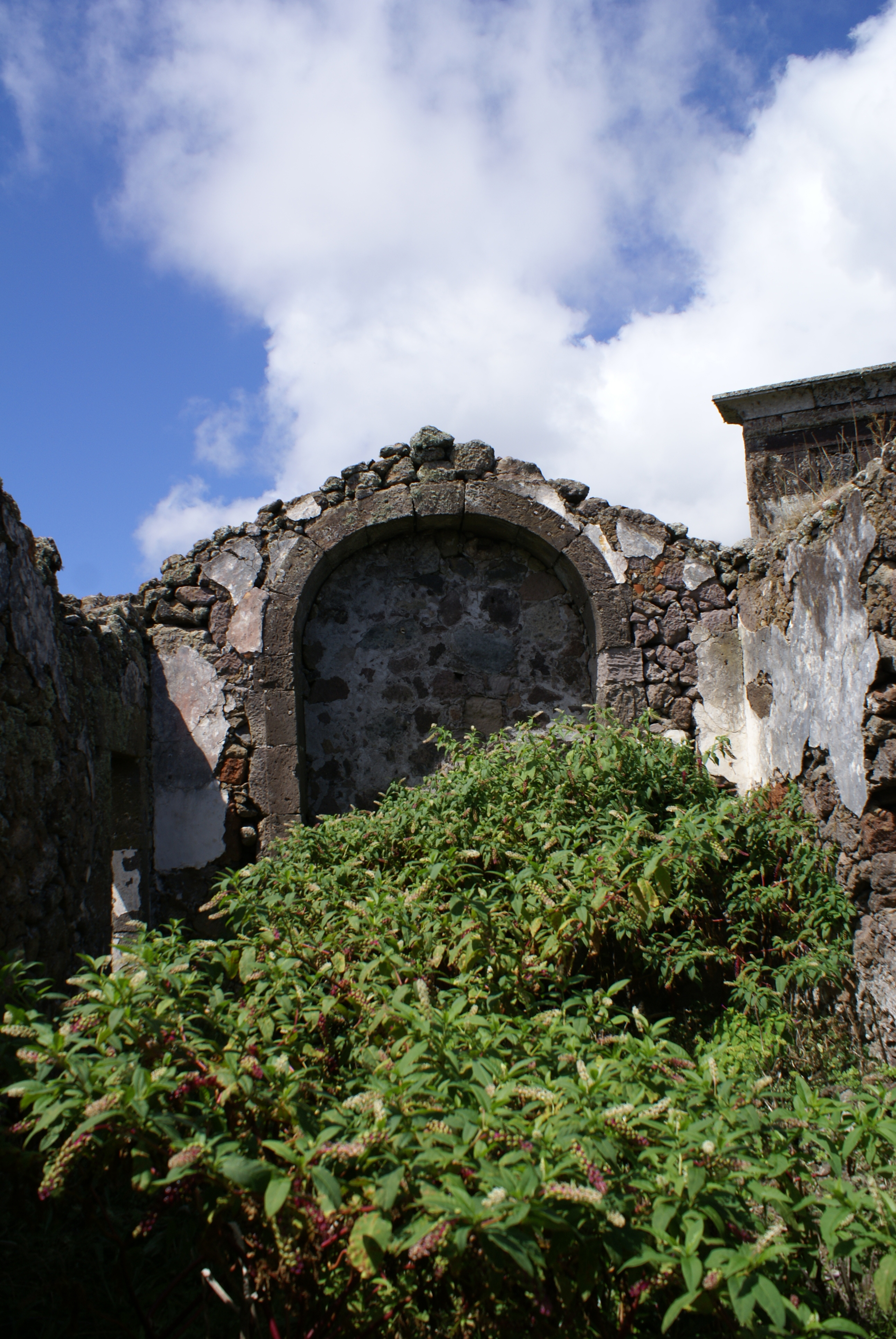
Ruínas da capela, divisões.
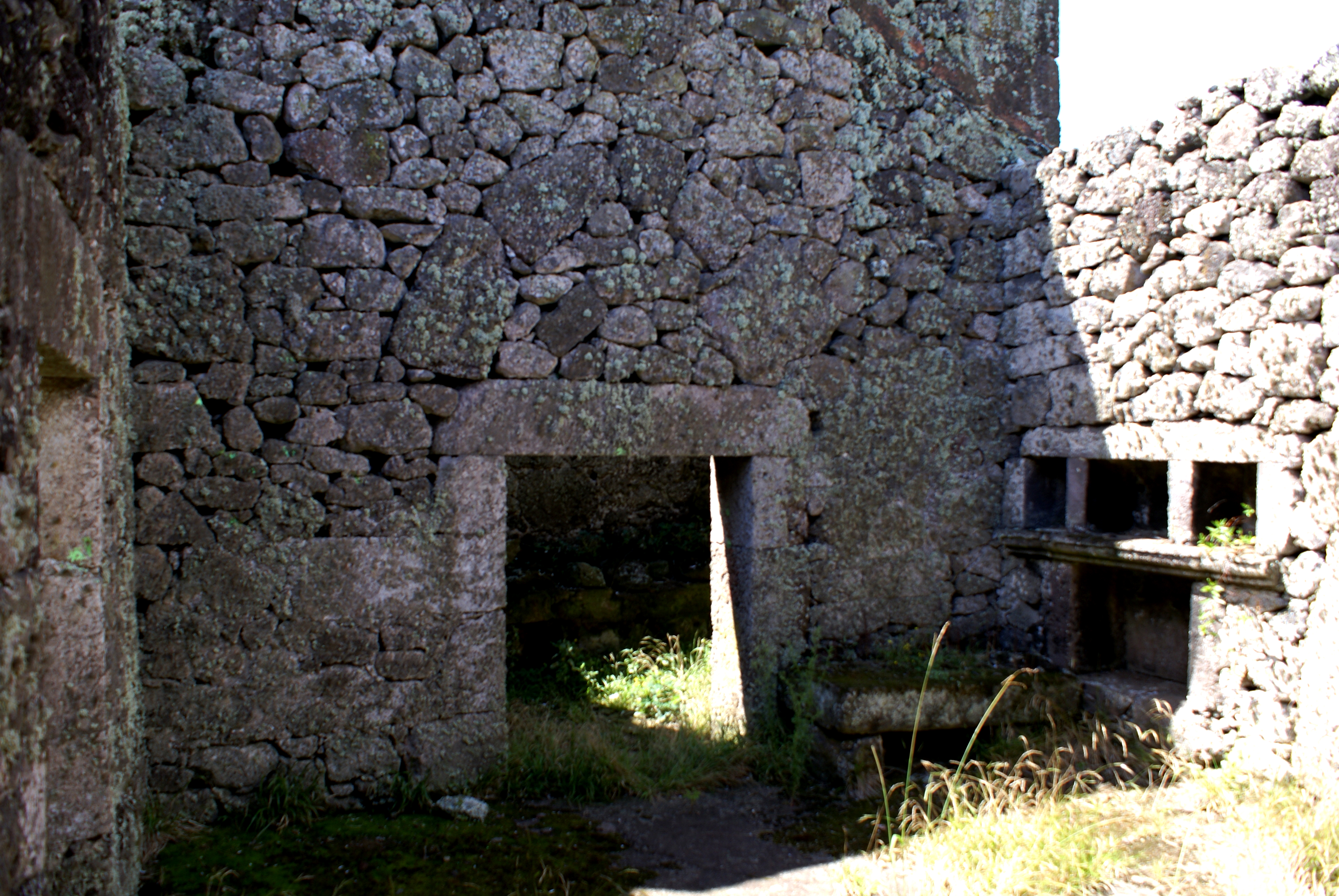
Ruínas do interior.
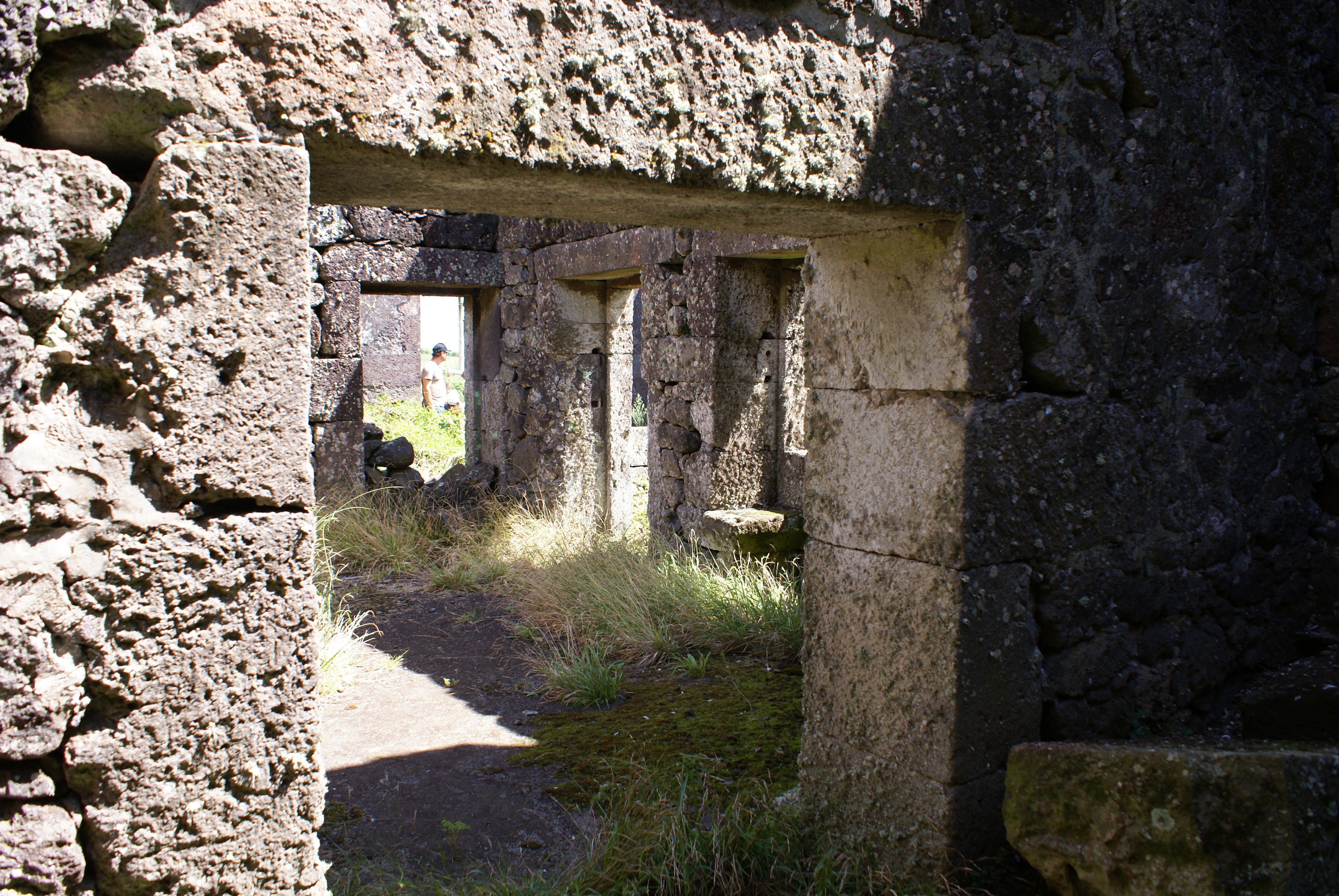
Ruínas do interior, divisões.
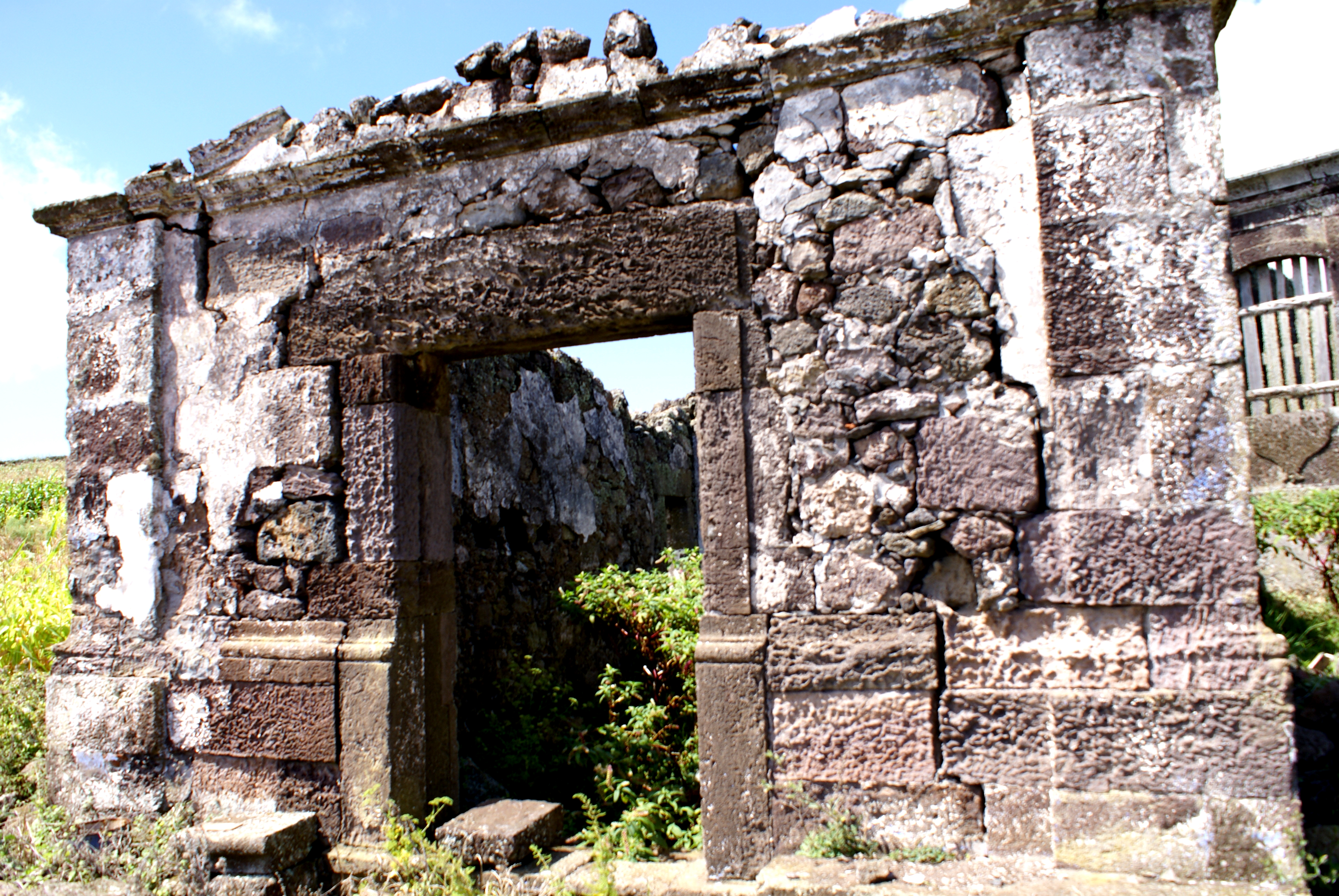
Ruínas da capela, porta.